# ألان أوفييدو
ألان أوفييدو (بالإسبانية: Allan Oviedo)‏ (8 نوفمبر 1970 بألاخويلا في كوستاريكا - ) هو مدرب كرة قدم ولاعب كرة قدم كوستاريكي في مركز الهجوم. شارك مع منتخب كوستاريكا لكرة القدم. أما مع النوادي، فقد لعب مع كلوب ليون ونادي كوميونيكيشنس ونادي كارتاهينيس ونادي ألاجولينسي وA.D. Sagrada Familia ‏ وBrujas F.C. ‏ ونادي سانتانيكوس أسوشيتد ويونيون ديبورتيفو كورتيدورز ‏ وBelén F.C. ‏ وAsociación Deportiva Municipal Puntarenas ‏ وTigres UANL Premier ‏ ونادي هيريديانو ونادي بونتاريناس.

## وصلات خارجية
- ألان أوفييدو على موقع الاتحاد الدولي (مؤرشف)  (الإنجليزية)
- ألان أوفييدو على موقع قاعدة بيانات كرة القدم.إي يو (الإنجليزية)
- ألان أوفييدو على موقع ناشيونال فوتبول تيمز (الإنجليزية)